# Angry German Kid
Angry German Kid, Keyboard Crasher, Unreal Tournament Kid o en habla hispana como «El niño alemán loco» es el nombre popular de un video web del 14 de febrero de 2006 que muestra al adolescente Norman Kochanowski (alias Leopold Slikk) gritando a su PC en alemán. Business Wire otorgó a Angry German Kid el segundo lugar entre los 10 mejores videos de Internet del año desde 2006, y en 2007 The Guardian lo clasificó en el número 3 en la lista Viral Video Chart.

## Creación y recepción inicial
Desde que recibió una cámara para su cumpleaños número 13, Kochanowski ha estado experimentando con ella y lanzando cortometrajes bajo una variedad de alias. Al principio, los videos se publicaban en foros y sitios de videos o se intercambiaban en CD. El 14 de febrero de 2006, lanzó una parodia de videos musicales de rap con el personaje ficticio «gangster real». Rápidamente se extendió a muchas plataformas y su éxito dio lugar a secuelas con el mismo personaje. Además de «gangster real», a menudo se llama a sí mismo «Slikk» en línea.
El 14 de febrero de 2006 lanzó «Real Gangster 5: Play PC», en el que actúa como un jugador que hace un berrinche porque el juego de computadora Unreal Tournament 2004 no se carga lo suficientemente rápido. Se enoja, le grita a la computadora y finalmente rompe su teclado.
Después del primer lanzamiento el 14 de febrero de 2006, el video pronto se compartió en otros sitios, incluido YouTube. El video y su protagonista se hicieron conocidos en Alemania como Unreal Tournament Kid, en los países de habla inglesa como Angry German Kid, en español como El niño alemán loco y en japonés como Keyboard Crasher. El video fue editado por otros, se agregó música o se pusieron otras palabras en otros idiomas en la boca del protagonista. Pronto se consolidó en todo el mundo como un fenómeno de Internet.

## Percepción errónea y efectos en la vida personal
Aun así, muchos espectadores no fueron conscientes que la escena estuvo actuada. Después del tiroteo en la escuela de Emsdetten en noviembre de 2006, estalló una discusión en Alemania sobre los peligros de los juegos de computadora, en la que Focus TV distribuyó el video de Angry German Kid como ejemplo de cómo los juegos pueden volver agresivos a los jóvenes. El video se distribuyó aún más, con comentarios de texto que nombraban al protagonista Leopold y afirmaban que era una grabación genuina filmada en secreto por el padre de Leopold, y que ahora está en una clínica debido a su adicción a Internet. El reportaje televisivo fue duramente criticado por los medios de escena, que señalaron que el protagonista del video era conocido por montarlo. Sin embargo, se convirtió en un símbolo del miedo a que los videojuegos pudieran convertir a los jóvenes en criminales violentos. Años más tarde, Focus se retractó del artículo y lo marcó para que no se publicara.
Debido a la enorme difusión global del vídeo, Kochanowski, a menudo era molestado por sus compañeros de clase. Trató de aclarar que la escena no era real, pero luego borró todos sus vídeos de internet en lo que pudo y se retiró. Tras haber sido acosado cada día de su vida comenzó a volverse misántropo. Trató de pasar desapercibido cambiando su apariencia y su ropa, pero sin el suficiente éxito. Intentaba infundir temor en sus compañeros de clase como mecanismo de defensa. Un día, durante un viaje a Países Bajos, estando en estado de ebriedad, confesó abiertamente su misantropía y su odio al mundo en general a sus compañeros. Como último recurso, procedió a anunciar una ola de asesinatos en su escuela, según él, asegurando así el temor máximo entre sus compañeros. Buscó en internet una fotografía de una kalashnikov y se las mostró. Desafortunadamente para él, un compañero estaba grabando todo en su celular y se lo mostró a una profesora. Fue expulsado de la escuela poco después. Cumplió un mes en prisión después de graduarse, esto debido a su negativa de hacer servicio social. No pudo encontrar trabajo porque a que en todas partes lo reconocían y temían. Problemas de ira, destrozateclados y otras cosas eran las causas de su rechazo. Sin embargo, eran los empleadores los que creían eso de él, en realidad no era así. Por lo que tuvo que trabajar en un supermercado ganando muy poco. Después se tomó dos años sabáticos, dedicándose únicamente a tres cosas: dietas, entrenamiento físico y a escuchar metal. 

## Vida posterior
En 2015, Kochanowski comenzó a producir videos nuevamente en YouTube. Se refieren a su entrenamiento físico y no tienen relación con sus videos anteriores. Finalmente fue reconocido, pero inicialmente no respondió a las preguntas sobre sus videos anteriores o Angry German Kid. A finales de 2017, Angry German Kid volvió a entrar en la esfera pública bajo el nuevo seudónimo de Hercules Beatz. El joven, que ahora tiene 26 años y ha entrenado para tener un físico de culturista, publicó un disstrack en el que habla de los hechos que rodearon la publicación del video web 12 años antes e insulta a quienes le hicieron bullying. Pero eso es más por diversión, ya que ahora está más relajado con todo. Desde 2018 también publica sus propias canciones de rap.
En 2016, Studio Ryanimation Entertainment produjo una serie animada titulada The Angry German Kid and Friends Show, que cuenta historias ficticias sobre Angry German Kid y otros fenómenos de Internet. Hoy en día, el video se considera un excelente ejemplo de los videos en línea de la década de 2000 y se ha estudiado en el contexto de la psicología de los usuarios de computadoras.